# Araripesuchus wegeneri
O Araripesuchus wegeneri é uma espécie extinta de crocodilos cujos fósseis foram escavados no atual Niger.